# Scotophilus robustus
Scotophilus robustus — вид ссавців родини лиликових. 

## Проживання, поведінка
Країни поширення: Мадагаскар. Широко розповсюджений від узбережжя до гірських плато до 1400 м. Здається, пов'язаний з різноманітністю типів тропічного лісу і були записані в середовищах різного рівня людського втручання. Як відомо лаштує сідала невеликими колоніями в будинках та інших будівлях.

## Загрози та охорона
Основні загрози для цього виду не відомі. Цей вид відомий з багатьох охоронних територій.